# Qingshuiqiaozhen (ort i Kina, Hunan Sheng, lat 25,87, long 111,94)
Qingshuiqiaozhen (kinesiska: 清水桥镇) är en ort i Kina. Den ligger i provinsen Hunan, i den södra delen av landet, omkring 280 kilometer söder om provinshuvudstaden Changsha. Antalet invånare är 34 384. Befolkningen består av 16 252 kvinnor och 18 132 män. Barn under 15 år utgör 23,0 %, vuxna 15-64 år 67 %, och äldre över 65 år 8,0 %.
Runt Qingshuiqiaozhen är det tätbefolkat, med 308 invånare per kvadratkilometer. Närmaste större samhälle är Baijiapingzhen, 5,7 km sydost om Qingshuiqiaozhen. I omgivningarna runt Qingshuiqiaozhen växer huvudsakligen savannskog.
Genomsnittlig årsnederbörd är 1 966 millimeter. Den regnigaste månaden är april, med i genomsnitt 291 mm nederbörd, och den torraste är oktober, med 41 mm nederbörd.